# Francisco I. Madero, Tuxpan
Francisco I. Madero är en ort i Mexiko.   Den ligger i kommunen Tuxpan och delstaten Veracruz, i den sydöstra delen av landet, 230 km nordost om huvudstaden Mexico City. Francisco I. Madero ligger 97 meter över havet och antalet invånare är 324.
Terrängen runt Francisco I. Madero är platt. Runt Francisco I. Madero är det ganska tätbefolkat, med 78 invånare per kvadratkilometer. Närmaste större samhälle är Tihuatlan, 13,7 km väster om Francisco I. Madero. Trakten runt Francisco I. Madero består till största delen av jordbruksmark.